# Kika Superbruja en el castillo de Drácula
Kika Superbruja en el castillo del Drácula (Hexe Lilli auf Schloss Dracula en alemán) es un cuento infantil escrito por el escritor alemán Knister. Es el libro número 10 de la serie de libros de Kika Superbruja, escrita toda por Knister.

## Argumento
Kika posee un libro de magia gracias al cual puede hacer cosas increíbles. Kika está leyendo un libro sobre vampiros que ha sacado de la biblioteca, cuando de repente su hermano pequeño Dani aparece y empieza a molestarla preguntando cosas como "¿Qué estás leyendo?". Entonces Kika, para librarse de él le asusta fingiendo ser un vampiro. Dani va en busca de su madre, la cual dice a Kika que no asuste a su hermano. Kika y Dani se acuerdan de la última vez que vieron un vampiro pequeño de verdad, al que Kika hizo aparecer con su libro de magia. Kika decide entonces viajar a la antigua Transilvania para ver un vampiro de verdad. Entonces espera a la noche y prepara un equipo antivampiros compuesto por un espejo pequeño (para comprobar si alguien es vampiro), un collar de ajos y una linterna portátil (para espantar vampiros), unas estacas de madera (para matar vampiros), unas gafas de sol (para protegerse de la mirada del drácula), unas bolitas de cera (para protergerse del chillido de los vampiros), un chaleco salvavidas (por si tiene que hacer una huida por el agua), unos primáticos (para observar vampiros) y dos disfraces, uno de cazavampiros y otro de vampiro. Kika tiene que regresar a su casa antes del amanecer. Entonces coge un guante que se le olvidó al vampiro pequeño cuando estuvo en su casa, su ratoncito de peluche (gracias al cual puede volver a su casa) y usa el "Salto de Bruja" para ir a Transilvania.
Aparece en el castillo de Drácula, es por la tarde. Kika camina por el castillo oyendo misteriosos ruidos. Entonces llega al sótano y abre un ataúd, donde está el pequeño vampiro que conoció una vez. Después de dejarle su guante al pequeño vampiro se dirige a un ataúd más grande, pero al abrirlo se le cae la tapa, lo que produce un ruido enorme. El vampiro se levanta y Kika sale corriendo hacia la seguridad del día. Al llegar fuera ve a dos murciélagos, a los que confunde con vampiros. Los murciélagos le dicen que no son vampiros, y que ha sido muy valiente al despertar a Drácula. Entonces, Kika va hacia otra parte del castillo, donde encuentra a unos prisioneros de los vampiros, a los que libera gracias a un conjuro se parando todo con el que arranca la puerta de la celda.
Kika lleva a los prisioneros a su pueblo, el cual está rodeado de vallas con ajos. La gente de allí está aterrorizada por los vampiros. Por la noche los vampiros aparecen y cruzan la barrera de ajos poniéndose unas pinzas en la nariz. Justo cuando Drácula está a punto de morder a una joven del pueblo, Kika hace que las campanas de la iglesia suenen y todos los vampiros menos Drácula crean que queda poco tiempo para que sea de día y empiezan a tener miedo. Entonces todos los gallos del pueblo, a los que la campana ha despertado, empiezan a hacer ruido, lo que asusta más aún a los vampiros. Entonces, Kika enfoca con su linterna a Drácula y todos los vampiros salen huyendo. Kika se da cuenta entonces de que es hora de que se vaya, pero ha perdido su ratoncito de peluche, sin el cual no puede regresar; supone que se le cayó al huir de Drácula. Entonces se disfraza de vampiresa y va al castillo, donde recupera el ratoncito, pero Drácula la descubre. Kika huye de él y sale al exterior, donde está a salvo, pues es por la mañana. Murmura un conjuro y vuelve a su casa. Entonces Kika se pregunta ¿habrá muerto Drácula?

## Trucos del final del libro
Como todos los libros de la serie, Kika Superbruja en el castillo de Drácula posee dos trucos al final del libro:
- El murciélago volador.
- El terrorífico espíritu de la botella.

## Curiosidades
Kika Superbruja en el castillo del Drácula cuenta el segundo encuentro de Kika con un vampiro de verdad, otro libro de Knister, Kika Superbruja y Dani: El vampiro del diente flojo, cuenta el primer encuentro de Kika con un uno de estos.
Otro libro de Knister, Kika Superbruja y la ciudad sumergida, habla del hechizo separalotodo.